# Vladimir Vazov

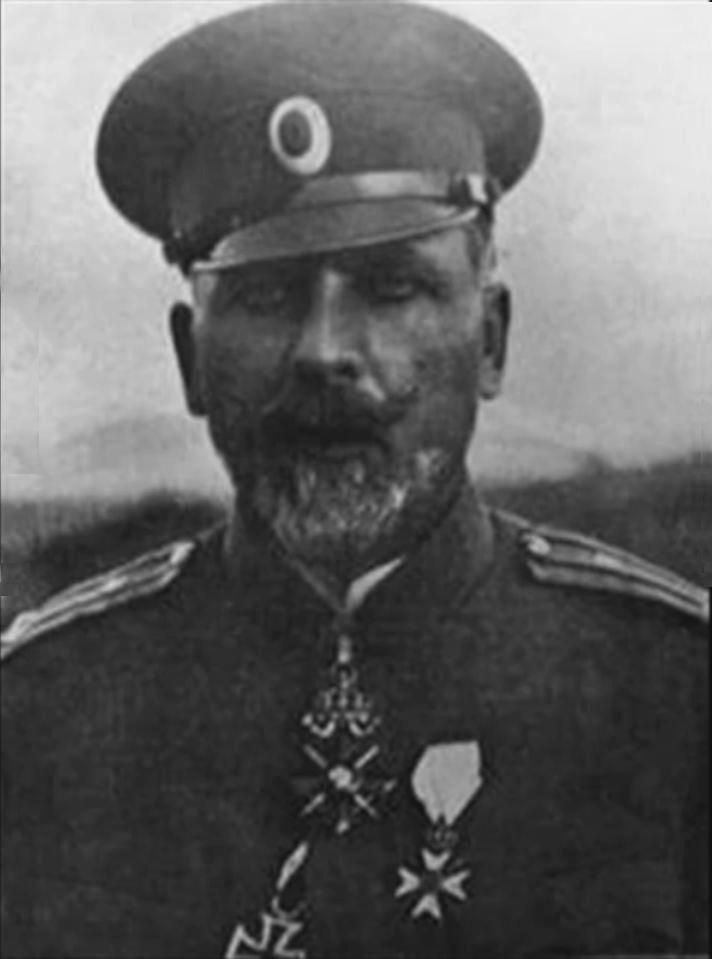
Fotografía de Vladimir Vazov

Vladimir Minchev Vazov (en búlgaro: Владимир Минчев Вазов) (14 de mayo de 1868 - 20 de mayo de 1945) fue un oficial búlgaro que lideró a las fuerzas búlgaras durante la exitosa operación defensiva en Dojran durante la Primera Guerra Mundial.

## Biografía
Vladimir Vazov nació el 14 de mayo de 1868, hijo de Mincho Vazov y de Suba Hadjinikolova. Sus hermanos fueron el escritor Ivan Vazov, el oficial Georgi Vazov y el político Boris Vazov. En 1886, Vladimir Vazov ingresó en la Escuela Militar de Sofía. Después de graduarse en 1888, fue asignado como segundo teniente al .5º regimiento de artillería en Shumen.
El 18 de mayo de 1890 Vladimir fue ascendido a teniente y continuó su especialización en Hesse, Alemania. El 2 de agosto de 1894 recibió el rango de capitán y en 1896 fue transferido al 4.º Regimiento de Artillería en Sofía y sirvió como comandante de una batería de artillería. Durante 1902 y 1903 asistió a la Escuela de Artillería en Tsárskoye Seló, Rusia. En 1904, Vladimir formó parte de una delegación especial búlgara que visitó Francia y Alemania para evaluar las capacidades de su equipo de artillería más nuevo y elegir un proveedor para el ejército búlgaro. El 17 de febrero de 1906, el ministro de guerra decretó el establecimiento de una escuela especial de artillería en Sofía y Vladimir Vazov fue asignado como subdirector. El 31 de diciembre de 1906 fue ascendido al rango de teniente coronel. En 1909 fue comandante de una sección de artillería en el 4º Regimiento de Artillería, pero pronto se convirtió en comandante de brigada.

## Guerras de los Balcanes
Durante la Primera Guerra de los Balcanes, Vladimir Vazov sirvió como comandante del 4.º Regimiento de Artillería de Disparo Rápido de la 1ª División de Infantería de Sofía. Cuando se declaró la guerra el 5 de octubre de 1912, unos 21 oficiales y 1168 soldados estaban sirviendo en su regimiento.
El 9 de octubre, Vazov luchó alrededor del pueblo de Geçkinli, donde los búlgaros derrotaron a los otomanos pese a la considerable ventaja numérica de estos últimos. Después de eso, participó en la Batalla de Kirk Kilisse y luego luchó en la Primera Batalla de Çatalca.
Durante la segunda guerra de los Balcanes, Vladimir retuvo el mando de su regimiento y participó en los combates alrededor de Tsaribrod, Pirot, Bubliak y Gradoman.

## Primera Guerra Mundial

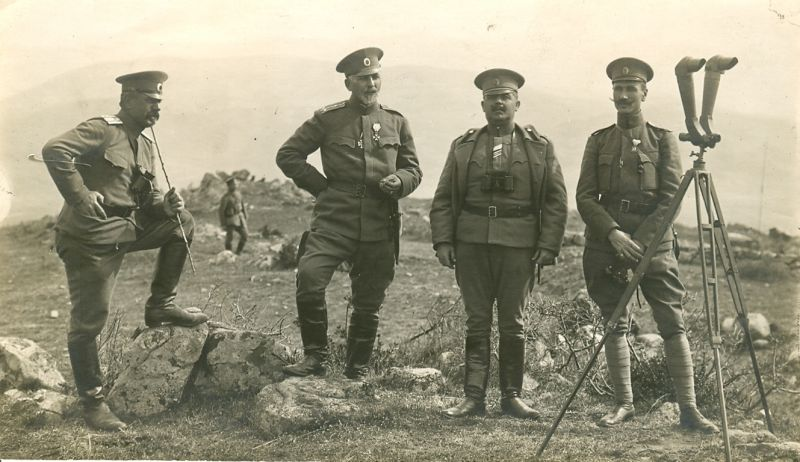
Vladimir Vazov en Furka, 20 de febrero de 1917

En agosto de 1915, el teniente coronel Vazov se desempeñaba como comandante de la brigada de artillería de la 5.ª División. En octubre del mismo año, la división estaba subordinada al 2º Ejército búlgaro que realizaba operaciones contra los serbios en Vardar Macedonia. Aquí el teniente coronel y su brigada tomaron parte en los intensos combates alrededor de la ciudad de Gnjilane, durante la Batalla de Kosovo. Con la derrota final del ejército serbio en noviembre, la 5.ª División se volvió hacia el sur para enfrentar a las fuerzas francesas que avanzaban río arriba por Vardar. El 28 de noviembre, Vazov fue gravemente herido y obligado a retirarse del servicio activo frontal durante los próximos meses. Poco después fue ascendido a coronel.
En 1916 fue nombrado comandante de la 1.ª Brigada de Infantería de la 5.ª División y lo dirigió con éxito en acción contra los Aliados durante su Ofensiva de Otoño en el frente de Macedonia.
El 1 de marzo de 1917 asumió el mando de la novena división de infantería Pleven, que formaba parte del primer ejército búlgaro. A partir de 1916, la división ocupó un tramo del frente macedonio entre el río Vardar y el lago Dojran.
Tan pronto como fue nombrado, inspeccionó toda la sección del frente que estaba bajo su mando y tomó medidas para fortalecerla y fortalecerla. Bajo su guía, los forzados se desplegaron para crear una defensa en profundidad.
Sus esfuerzos para mejorar las posiciones pronto se pusieron a prueba durante la Segunda Batalla de Doiran entre el 22 y el 26 de abril de 1917. Unos 86 cañones británicos pesados y 74 de campo bombardearon la línea con más de 100.000 proyectiles pero causaron daños insignificantes y el siguiente ataque de infantería sufrió un fuerte derrota. A principios de mayo, los británicos reanudaron su asalto, pero nuevamente fueron derrotados y sufrieron muchas bajas. Después de este ataque, el 34.º Regimiento de Troya de Bulgaria enterró los cuerpos de unos 2290 oficiales y soldados aliados. Debido a su importante contribución para la victoria el 20 de mayo de 1917, Vladimir Vazov fue ascendido a mayor general.

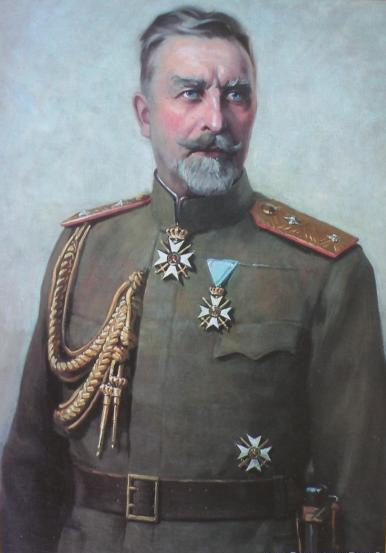
Pintura representando al teniente coronel Vazov

La ubicación del sector Doiran fue crucial ya que representaba la ruta más corta posible hacia el valle del Vardar y durante el verano de 1918 su defensa se expandió para consistir en 4 líneas dispuestas en profundidad. Por lo tanto, estaba mucho mejor preparado para enfrentar un ataque que el año anterior.
Cuando comenzó la ofensiva vardar aliada, las divisiones británica y griega atacaron una vez más a la novena división de Pleven en Doiran. Durante esta Tercera Batalla de Doiran, los Aliados nuevamente disfrutaron de una ventaja significativa en potencia de fuego y mano de obra, pudiendo bombardear la posición búlgara con más de 300,000 proyectiles ordinarios y de gas. A pesar de esto, el daño a las fortificaciones fue limitado y la lucha nuevamente resultó en una decisiva victoria búlgara. Según fuentes oficiales británicas, las pérdidas aliadas totalizaron poco más de 7000. Sin embargo, fuentes búlgaras reportan una cifra de más de 11,000. Los comandantes búlgaros y alemanes en el frente macedonio no pudieron utilizar plenamente los resultados de la decisiva victoria en Doiran a su favor y Bulgaria firmó un armisticio el 29 de septiembre de 1918, terminando así su participación en la Primera Guerra Mundial.
El 24 de febrero de 1920, el teniente general Vazov entró en la reserva. En 1926 se convirtió en alcalde de Sofía. Durante su mandato (hasta 1932) se reformó el departamento de bomberos, se amplió la red eléctrica y mejoró el transporte público. Sofía se convirtió en una de las capitales "más verdes" de Europa.
Entre los momentos más notables de la vida de Vladimir Vazov figura su visita a Inglaterra en 1936. La legión británica celebró la victoria británica en la Primera Guerra Mundial. Los veteranos británicos invitaron a uno de sus oponentes más valiosos en el campo de batalla. Lord Milne lo saludó personalmente, y le estrechó la mano con las palabras: «Es un placer conocer a la delegación búlgara, ya que aunque éramos enemigos, ustedes, como nosotros, lucharon no solo como hombres valientes, sino también como caballeros». Los británicos rindieron un gran honor al general Vazov mientras bajaban sus banderas nacionales en su nombre. El presidente de la legión británica, el comandante Goldy, dijo en su discurso: «Es uno de los pocos oficiales extranjeros cuyo nombre figura en nuestra historia».
Los últimos años de su vida los pasó en el pueblo de Ribaritsa (cerca de Lovech), donde murió en 1945.